# Нийл Йънг
Нийл Пърсивал Йънг (на английски: Neil Percival Young) е канадски музикант, автор на песни и режисьор.
Музикалната му кариера започва през 1960 година, като освен соловите изпълнения и тези, съвместни с групата Крейзи Хорс, той свири и групите: Джейдс (1960 – 1961), Бъфало Спрингфийлд (1966 – 1968), Кросби, Стилс, Неш енд Йънг (от 1968), Дъкс (1977) и други. До средата на 2008 година броят на продадените му албуми е около 79 милиона.
Песните на Нийл Йънг се отличават с дълбоко личните текстове, особената китара и характерен фалцетен тенор. Той си акомпанира на няколко различни инструмента, включително пиано и хармоника, но най-запомнящи се са изпълненията му на акустична китара и солата на електрическа китара. Макар че в хода на кариерата си експериментира в различни стилове, сред които суинг, джаз, рокабили, блус и електронна музика, той е най-известен със своите фолк рок („Heart of Gold“, „Harvest Moon“, „Old Man“) и хардрок песни („Cinnamon Girl“, „Rockin' in the Free World“, „Hey Hey, My My (Into the Black)“). През последните години той възприема елементи от по-нови стилове, като индъстриъл, алтернативно кънтри и гръндж. Влиянието на Йънг върху последния стил му е спечелило прозвището „кръстник на грънджа“.
Използвайки псевдонима Бърнард Шейки (на английски: Bernard Shakey), Нийл Йънг режисира няколко филма, сред които „Journey Through the Past“ (1973), „Rust Never Sleeps“ (1979), „Human Highway“ (1982), „Greendale“ (2003) и „CSNY Déjà Vu“ (2008).
Нийл Йънг е и известен привърженик на защитата на природата и на дребните фермери. Той е сред учредителите на Фарм Ейд през 1985 г.

## Биография

### Произход и младежки години
Нийл Йънг е роден в Торонто на 12 ноември 1945 г. в семейството на Скот Йънг, спортен журналист и писател, и Една Рагланд. Родителите му се преместват в Торонто от Уинипег преди неговото раждане. Първите си години Нийл Йънг прекарва в Пикъринг, предградие на Торонто, и в селото Омеми, на 130 km североизточно от града. Още като малък се установява, че е болен от диабет, а заболяване от полиомиелит на шестгодишна възраст отслабва лявата част на тялото му.
Когато Нийл Йънг е на 12 години, родителите му се развеждат и той се връща с майка си в Уинипег. Двамата се установяват в работническото предградие Форт Руж, където Нийл Йънг учи в училището „Ърл Грей“. Там основава първата си група Джейдс и се запознава с Кен Коблън, с когото по-късно свири в групата Скуайърс.
Докато учи в гимназията „Келвин“ в Уинипег, Нийл Йънг участва в няколко инструментални рок групи. Първата му трайна група, Скуайърс, достига местна известност с песента „The Sultan“. Йънг напуска училище и свири във Форт Уилям, където групата прави записи с местен продуцент. По това време той се запознава със Стивън Стилс и Ранди Бачман.

### 60-те години

#### Ранна кариера
След като напуска Скуайърс, Нийл Йънг свири във фолк клубове в Уинипег, където се запознава с Джони Мичъл. Там създава някои от най-ранните си известни фолк песни, като „Sugar Mountain“, в отговор на която Мичъл пише „The Circle Game“.
През 1965 г. Йънг обикаля Канада като солов изпълнител. На следващата година в Торонто се включва във водената от Рик Джеймс ритъм енд блус група „Майна Бърдс“. Те успяват да сключат договор с компанията „Мотаун“, но по време на записите на първия им албум Джеймс е арестуван като дезертьор. С това групата се разпада и Йънг и басистът Брус Палмър се преместват в Лос Анджелис. До 1970 г., когато получава зелена карта, Нийл Йънг пребивава в Съединените щати нелегално.

#### „Бъфало Спрингфийлд“
След като пристигат в Лос Анджелис, Йънг Нийл и Брус Палмър се събират със Стивън Стилс, Ричи Фюрей и Дюи Мартин, образувайки групата „Бъфало Спрингфийлд“. Смесица от фолк, кънтри, психеделична музика и рок, с добавен твърд нюанс от двойните китари на Стилс и Йънг, носят на „Бъфало Спрингфийлд“ успех сред критиката, а първият им албум „Buffalo Springfield“ (1966) се продава добре, след като злободневната песен на Стилс „For What It's Worth“ се превръща в хит с помощта на мелодичните хармонии на електрическата китара на Йънг. Днес се смята, че „Бъфало Спрингфийлд“ играят важна роля в оформянето на стиловете фолк рок и кънтри рок. Недоверие от страна на мениджмънта им, както и арестът и депортирането на Палмър, влошават вече напрегнатите отношения между членовете на групата и довеждат до найното разпадане.
Вторият албум на „Бъфало Спрингфийлд“ „Buffalo Springfield Again“ е издаден през 1967 година, но два от трите приноса на Йънг към него са солови парчета, записани отделно от останалите членове на групата. „Mr. Soul“ е единствената песен на Йънг в албума, изпълнениа от петимата членове на групата заедно. „Broken Arrow“ включва звукови откъси от други източници, започвайки с откъси на Дюи Мартин, пеещ „Mr. Soul“, и завършвайки със звуци на биещо сърце. „Expecting to Fly“ има струнен аранжимент, определян от копродуцента Джак Ницше като „симфоничен поп“. През май 1968 г. групата окончателно се разделя, но тъй като е обвързана с договорни задължения, издава един последен албум – „Last Time Around“, главно със записи, направени по-рано през годината. Йънг участва с песните „On the Way Home“ и „I Am a Child“, изпълнявайки водещите вокали във втората.
През 1997 г. „Бъфало Спрингфийлд“ се събират в Залата на славата на рокендрола, но Йънг не участва в церемонията. Тримата живи членове на групата – Фюрей, Стилс и Йънг – участват заедно под името „Бъфало Спрингфийлд“ в организирания от Йънг годишен бенефис за „Бридж Скул“ през октомври 2010 г., както и на фестивала „Бонару“ през следващата година.
Йънг също така свири като студиен китарист в някои записи на свързаната група „Мънкис“ през 1968 г., които са включени в техните албуми „Head“ и „Instant Replay“.

## Дискография
- „Neil Young“ (1968)
- „Everybody Knows This Is Nowhere“ (1969; с Крейзи Хорс)
- „After the Gold Rush“ (1970)
- „Harvest“ (1972)
- „Time Fades Away“ (1973)
- „On the Beach“ (1974)
- „Tonight's the Night“ (1975)
- „Zuma“ (1975; с Крейзи Хорс)
- „American Stars 'N Bars“ (1977)
- „Comes a Time“ (1978)
- „Rust Never Sleeps“ (1979; с Крейзи Хорс)
- „Hawks & Doves“ (1980)
- „Re-ac-tor“ (1981; с Крейзи Хорс)
- „Trans“ (1982)
- „Everybody's Rockin'“ (1983; с Шокинг Пинкс)
- „Old Ways“ (1985)
- „Landing on Water“ (1986)
- „Life“ (1987; с Крейзи Хорс)
- „This Note's for You“ (1988; с Блуноутс)
- „Eldorado“ (1989; с Рестлес)
- „Freedom“ (1989)
- „Ragged Glory“ (1990; с Крейзи Хорс)
- „Harvest Moon“ (1992)
- „Sleeps with Angels“ (1994; с Крейзи Хорс)
- „Mirror Ball“ (1995; с Пърл Джем)
- „Broken Arrow“ (1996; с Крейзи Хорс)
- „Silver & Gold“ (2000)
- „Are You Passionate?“ (2002; с Букър Ти и Ем Джис)
- „Greendale“ (2003; с Крейзи Хорс)
- „Prairie Wind“ (2005)
- „Living with War“ (2006)
- „Living with War: In the Beginning“ (2006)
- „Chrome Dreams II“ (2007)